# مملكة إنجلترا
كانت مملكة إنجلترا (بالإنجليزية: Kingdom of England، وبالأنغلو-نورمانية: Realme d'Engleterre، وبالفرنسية القديمة: Reaume d'Angleterre) دولة ذات سيادة في جزيرة بريطانيا العظمى منذ عام 927، حينها برزت بين عددٍ من الممالك الأنجلوساكسونية المختلفة واستمرت حتى عام 1707، حينما اتحدت مع اسكتلندا لتأسيس مملكة بريطانيا العظمى.
في الثاني عشر من شهر يوليو عام 927، وحّد أثيلستان (حكم بين العامين 927 و939) مختلف الممالك الأنجلوساكسونية لتأسيس مملكة إنجلترا. في عام 1016، أصبحت مملكة إنجلترا جزءًا من إمبراطورية بحر الشمال التابعة لكنوت العظيم، وتلك المملكة هي اتحاد شخصي بين إنجلترا والدنمارك والنرويج. أدى الفتح النورماندي لإنجلترا عام 1066 إلى نقل العاصمة الإنجليزية والمقر الملكي الرئيس من وينتشستر الأنجلوساكسونية إلى ويستمنستر، ثم أسست مدينة لندن نفسها على الفور بصفتها أكبر مدن إنجلترا ومركز الاقتصاد الرئيس.
يفرّق تاريخ مملكة إنجلترا منذ الفتح النورماندي عام 1066 بين عدة فترات سُميت تيمنًا بالسلالات التي حكمت إنجلترا: إنجلترا النورماندية بين عامي 1066 و1154، عصر آل بلانتاجِنت بين عامي 1154 و1485، عصر آل تيودور بين عامي 1485 و1603 وعصر آل ستيوارت بين عامي 1603 و1707 (تشمل أيضًا فترة خلو العرش بين عامي 1649 و1660). من ناحية السلالات الحاكمة، ادعى جميع الملوك الإنجليز انحدارهم من النورمانديين، فالفرق بين النورمانديين وآل بلانتاجنت مجرد اختلاف اصطلاحي، وابتداءً من الملك هنري الثاني (حكم منذ عام 1154  وحتى 1189)، أصبح ملوك آل أنجو الفرنسيين «أكثر إنجليزية بطبعهم»، أما آل لانكاستر وآل يورك، فهما فرعين من آل بلانتاجنت، بينما ادعت سلالة تيودور أن أصولها تنحدر من الملك إدوارد الثالث عبر جون بوفورت، وادعى جيمس السادس والأول من آل ستيوارت انحدار سلالته من الملك هنري السابع عبر مارغريت تيودور.
أدى استكمال فتح ويلز من طرف إدوارد الأول عام 1284 إلى وضع ويلز تحت سيطرة التاج الإنجليزي. حوّل إدوارد الثالث (الذي حكم منذ عام 1327 وحتى 1337) مملكة إنجلترا لإحدى أعتى القوى العسكرية في أوروبا: شهد عصره أيضًا تطورات حيوية في التشريع والحكومة –تطور البرلمان الإنجليزي بشكل خاص. منذ أربعينيات القرن الرابع عشر، طالب ملوك إنجلترا أيضًا بعرش فرنسا، لكن عقب حرب المائة عام واندلاع حرب الوردتين عام 1455، لم يُتح للإنجليز فرصة بالسعي وراء مطالبهم بعرش فرنسا، وخسروا جميع أراضيهم التي احتلوها ضمن القارة الأوروبية، باستثناء كاليه. عقب انتهاء الاضطرابات التي سببتها حرب الوردتين، حكمت سلالة آل تيودور المملكة خلال عصر النهضة الإنجليزي، ووسعت من جديد سلطات الملكية الإنجليزية خارج إنجلترا، فاستطاعت تحقيق الاتحاد الكامل بين إنجلترا وإمارة ويلز عام 1542. أشرف هنري الثامن على الإصلاح الإنجليزي، ورعت ابنته إليزابيث الأولى (حكمت منذ سنة 1558 وحتى 1603) التسوية المعروفة باسم «تسوية إليزابيث الدينية»، بينما جعلت إنجلترا قوة عظمى ومهدّت لقيام الإمبراطورية البريطانية عبر الاستحواذ على ممتلكات وأراضٍ في العالم الجديد.
منذ تولي جيمس السادس والأول العرش عام 1603، حكمت سلالة آل ستيوارت إنجلترا في اتحاد شخصي بين إنجلترا واسكتلندا وأيرلندا. في عهد آل ستيوارت، دخلت البلاد في حرب أهلية، انتهت بإعدام الملك تشارلز الأول عام 1649. عادت الملكية عام 1660، لكن الحرب الأهلية أدت إلى سابقة لم تشهدها البلاد، مفادها أن الملك الإنجليزي لا يستطيع الحكم بدون موافقة البرلمان. أصبح هذا المبدأ قانونًا شرعيًا بصفته جزءًا من الثورة المجيدة عام 1688. منذ تلك اللحظة، أصبحت مملكة إنجلترا، وخليفتها المملكة المتحدة، ملكية دستورية على أرض الواقع. في الأول من شهر مايو عام 1707، ووفقًا لأحكام قانونا الاتحاد لسنة 1707، اتحدت مملكتا إنجلترا واسكتلندا لتأسيس مملكة بريطانيا العظمى.

## الاسم
أطلق الأنجلوساكسونيون على أنفسهم اسم إنجله أو أنجلسن، وهي أسماء أُطلقت أساسًا على شعب أنجل. أطلق هؤلاء على أرضهم اسم إنجلا لاند، والتي تعني «أرض الإنجليز»، وجعلها أيثلورد أنجليا باللاتينية، من الكلمة الأصلية أنجليا فيتوس، البلد الأم المزعوم لشعب أنجل (أسماها القديس بيدا أنجولوس). تحوّل الاسم إنجلا لاند إلى إنجلاند استنادًا على حذف المِثل خلال فترة اللغة الإنجليزية الوسطى. كان الاسم اللاتيني لإنجلترا هو أنجليا أو أنجلوروم تيرا، أما الاسم بالفرنسية القديمة والأنجلونورمانية فهو إنجليتير. بحلول القرن الرابع عشر، استُخدمت كلمة إنجلاند للإشارة إلى كامل جزيرة بريطانيا العظمى.
كان اللقب الاعتباري لملوك إنجلترا منذ عصر أثيلستان حتى جون هو ريكس أنجلوروم («ملك الإنجليز»). كان كنوت العظيم، وهو دنماركي، أول من أطلق على نفسه لقب «ملك إنجلترا». في الفترة النورماندية، ظل لقب ريكس أنجلوروم هو اللقب المعياري، لكن برز استخدام لقب ريكس أنجلي في بعض المناسبات. منذ عهد جون وما بعد، استُبعدت جميع الألقاب الأخرى وحلّ محلها لقب ريكس أو ريجينا أنجلي. في عام 1604، تبنى جيمس الأول، وهو الذي ورث عرش إنجلترا قبل عام، لقب ملك بريطانيا العظمى (يُكتب حاليًا بالإنجليزية عوضًا عن اللاتينية). لكن البرلمانين الإنجليزي والإسكتلندي لم يعترفا بهذا اللقب حتى صدر قانونا الاتحاد لسنة 1707.

## تاريخ

### إنجلترا الأنجلوساكسونية
برزت مملكة إنجلترا جراء التفكك التدريجي للممالك الأنجلوساكسونية في العصور الوسطى المبكرة المعروفة باسم الممالك السبعة لإنجلترا: وهي مملكة شرق أنجليا ومرسيا ونورثمبريا وكنت وإسكس وساسكس ووسكس. غيّرت غزوات الفايكنج في القرن العاشر توازن القوى بين الممالك الإنجليزية، وحياة السكان الأصليين الأنجلوساكسونيين بشكل عام. توحدت الأراضي الإنجليزية في القرن العاشر إثر عملية إعادة غزو ناجحة قادها الملك أثيلستان عام 927 ميلادي.
خلال فترة الممالك السبعة، كان بريتفالدا أقوى ملك من بين ممالك الأنجلوساكسون، فأصبح أعلى مستوى من جميع الملوك الآخرين. أدى اضمحلال تأثير مملكة مرسيا إلى السماح لوسكس بالتحوّل لمملكة أقوى، فعملت على إلحاق مملكتي كينت وسوسكس ونجحت في ذلك عام 825. استفحلت سيطرة ملوك وسكس على الممالك الإنجليزية الأخرى خلال القرن التاسع. في عام 827، خضعت نورثمبريا لملك وسكس، إغبرت، في معركة دور، فأصبح إغبرت أول ملك يحكم إنجلترا الموحدة، ولو لفترة قصيرة.
في عام 886، استعاد ألفريد العظيم لندن، وهو ما اعتُبر نقطة تحوّل خلال عهده. جاء في الوثائق الأنجلوساكسونية التالي: «سلّم جميع الشعب الإنجليزي غير الخاضع للدانماركيين نفسه للملك ألفريد». أضاف أسِر أن «ألفريد، ملك الأنجلوساكسون، استعاد مدينة لندن بشكل رائع... وجعلها قابلة للسكن مرة أخرى». خلال عملية الـ «استعادة» تلك، أعاد ألفريد احتلال وتجديد المدينة شبه المهجورة ذات الجدران الرومانية، وبنى أرصفة موانئ على طول نهر التيمز، وعبّد شارعًا جديدًا في المدينة. في تلك اللحظة، على الأرجح أن ألفريد اتخذ اللقب الملكي الجديد «ملك الأنجلوساكسونيين».
خلال الأعوام اللاحقة، تبادل الملوك الإنجليز والغزاة النرويجيون السيطرة على مملكة نورثمبريا، لكنها خضعت في نهاية المطاف للحكم الإنجليزي على يد إدارد عام 954، فاستُكمل بذلك توحيد إنجلترا. في نحو تلك الفترة، جرى التنازل عن لوثيان لمملكة اسكتلندا، ولوثيان هي منطقة تحد القسم الشمالي من نورثمبريا (برنيسيا). في الثاني عشر من شهر يوليو عام 927، اجتمع ملوك بريطانيا في إيمونت الواقعة في كومبريا للاعتراف بـ أثيلستان ملكًا على الإنجليز. بالإمكان اعتبار تلك الحادثة «تاريخ تأسيس» إنجلترا، على الرغم من أن عملية التوحد استغرقت نحو 100 عام.